# 户外风
户外风（英文：Gorpcore）是一种时尚潮流，通常为户外运动设计的外套被当作街头服饰穿着。它被描述为“以都市、时尚风格穿着功能性户外服装”。其中包括羽绒服、登山靴和羊毛衫等技术服装，以及北面、Patagonia和Arc'teryx等品牌。户外风诞生于2017年，成为2020年代的流行趋势；分析人士认为，COVID-19大流行在一定程度上影响了其出现。

## 概述
户外风最初指的是时尚而实用的服装的出现，并在COVID-19大流行期间由于人们被户外活动所吸引而进一步流行 诸如Patagonia, Columbia, Mammut, and Arc’teryx的户外品牌受益于此风潮, 还有如Frank Ocean, Hailey Bieber, Kendall Jenner and Bella Hadid在日常场景和时装秀也使户外风发扬光大。。这一趋势导致羽绒服和登山靴等户外装备的销量激增。一些时尚专家认为，这一趋势早在疫情爆发之前就已经开始，这要归功于A$AP Rocky和Frank Ocean等名人穿着徒步旅行风格的服装。此外，Timberland等某些户外品牌长期以来一直被认为是嘻哈亚文化等各种亚文化中的时尚品牌。Gucci和Moncler等高端时尚品牌也通过功能性且时尚的设计合作推动了这一趋势，例如Gucci与The North Face于2021年9月宣布的合作。Patagonia、Columbia、Mammut 和 Arc'teryx 等户外装备品牌也从这一趋势中受益，Frank Ocean、Hailey Bieber、Kendall Jenner 和 Bella Hadid 等名人在时装秀和日常生活中都穿着他们的产品。
户外风时尚的精髓在于融合远足主题和登山服装，例如工装裤、远足靴、Gore-Tex 衬里的单品、技术羽绒服、远足靴、羊毛衫和其他户外服装。配饰通常包括功能性腰包和斜挎包、简约珠宝和运动太阳镜。尽管这种趋势通常倾向于宽松版型，但它允许定制和多功能性。配色方案通常要么受自然启发而朴实，要么明亮而大胆。裤子通常有很多口袋或细节。